# فوجیئوکا، آیچی
فوجیئوکا، آیچی (به لاتین: Fujioka) یک منطقهٔ مسکونی در ژاپن است که در ناحیه چوبو واقع شده‌است. فوجیئوکا ۱۹٬۲۳۹ نفر جمعیت دارد.